# Loosdrecht
Loosdrecht è una località olandese situata nel comune di Wijdemeren, nella provincia di Utrecht.